# Pick (Unternehmen)
Pick Szeged Zrt. ist ein international tätiger Nahrungsmittelhersteller aus Ungarn.

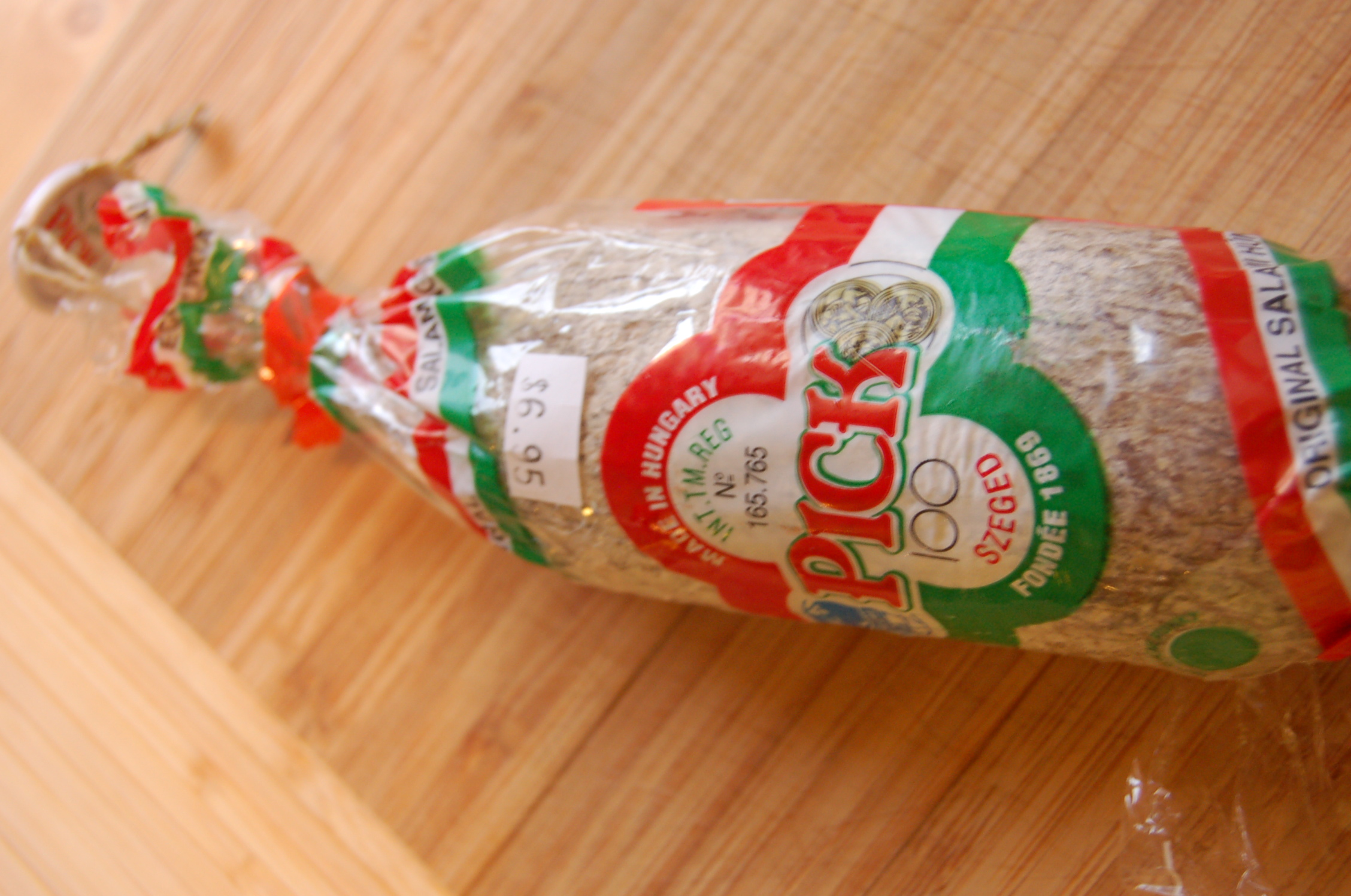
Pick téliszalámi

Gegründet wurde die Firma 1869 von Márk Pick, der italienische Salami in Ungarn herstellte, bei der Geschmack und das Rezept unterschiedlich sind. Eine bekannte Sorte ist die Wintersalami (Pick téliszalámi).
Vor dem Zweiten Weltkrieg gewann die Firma mehrere hochrangige Preise, nach dem Krieg wurde sie verstaatlicht, unter dem Sozialismus wuchs die Produktion stetig an.
Nach dem Zusammenbruch des Sozialismus stellten die Nachfahren von Márk Pick Entschädigungsforderungen an den Staat. Am 30. Juni 1992 wurde die Firma zur Aktiengesellschaft und begann andere fleischverarbeitende Unternehmen aufzukaufen.
Nach der Pick-Délhús-Fusion erlangte die Firma 30 Prozent Marktanteil und ist damit marktführend. Damit vereint die Firma drei große Marken: Pick, Délhús und Ringa. Diese und weitere Unternehmen bilden die Bonafarm-Gruppe, das größte Agrar- und Lebensmittelunternehmen Ungarns.
Pick Szeged Zrt. hat einen Jahresumsatz von fast 70 Milliarden Forint und exportiert Waren im Wert von über 60 Millionen Euro in 35 Länder. An den Standorten in Szeged, Baja und Alsómocsolád werden ungefähr 2200 Mitarbeiter beschäftigt.
Pick ist Sponsor des SC Pick Szeged, einer international erfolgreichen Handballmannschaft aus Szeged.